# Thomas J. Strait

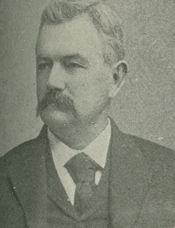
Thomas J. Strait, 1896

Thomas Jefferson Strait (* 25. Dezember 1846 im Chester County, South Carolina; † 18. April 1924 in Lancaster, South Carolina) war ein US-amerikanischer Politiker. Zwischen 1893 und 1899 vertrat er den Bundesstaat South Carolina im US-Repräsentantenhaus.

## Werdegang
Thomas Strait besuchte die öffentlichen Schulen in Mayesville und danach das Cooper Institute in Mississippi. Während des Bürgerkrieges war er zwischen 1862 und 1865 Soldat der Armee der Konföderierten Staaten. Nach dem Krieg arbeitete Strait in der Landwirtschaft und als Lehrer. Im Jahr 1885 beendete er ein Medizinstudium am South Carolina Medical College in Charleston. Für den Rest seines Lebens arbeitete Thomas Strait zeitweise als Arzt. Politisch war er Mitglied der Demokratischen Partei. Zwischen 1890 und 1893 saß er im Senat von South Carolina.
1892 wurde Strait im fünften Wahlbezirk von South Carolina in das US-Repräsentantenhaus in Washington, D.C. gewählt, wo er am 4. März 1893 die Nachfolge von John J. Hemphill antrat. Nach zwei Wiederwahlen konnte er bis zum 3. März 1899 drei Legislaturperioden im Kongress absolvieren. In diese Zeit fiel der Spanisch-Amerikanische Krieg von 1898. Neben den durch den Krieg gewonnenen Gebieten, darunter die Philippinen, kam damals auch das Königreich Hawaiʻi unter amerikanische Kontrolle.
Strait wurde 1898 von seiner Partei nicht mehr für eine weitere Legislaturperiode nominiert. In den folgenden Jahren arbeitete er als Arzt in Lancaster. Dort ist er im Jahr 1924 auch verstorben.